# Giuseppe Zenti

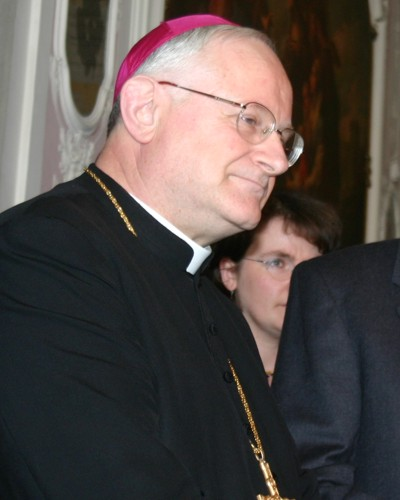

Giuseppe Zenti (San Martino Buon Albergo, Provincia de Verona, 7 de marzo de 1947) es el actual obispo de la Diócesis de Verona, en Italia, desde el 30 de junio de 2007. 
Fue ordenado sacerdote a los 24 años el 26 de junio de 1971 en Verona por el obispo Mons. Giuseppe Carraro fungiendo como presbítero en esta diócesis hasta que el 3 de diciembre de 2003 con 56 años de edad, fue nombrado obispo de la Diócesis de Vittorio Veneto por el Papa San Juan Pablo II, siendo consagrado al orden del episcopado el 11 de enero de 2004 por el entonces obispo de Verona, Mons. Flavio Roberto Carraro. En esta diócesis sirvió hasta el año 2007 en que fue trasladado a la Diócesis de Verona en donde es actualmente el obispo.